# Catharosia albisquama
Catharosia albisquama är en tvåvingeart som först beskrevs av Villeneuve 1932.  Catharosia albisquama ingår i släktet Catharosia och familjen parasitflugor. Inga underarter finns listade i Catalogue of Life.